# Proceratophrys moehringi
Espèce
Statut de conservation UICN

 DD  : Données insuffisantes
Proceratophrys moehringi est une espèce d'amphibiens de la famille des Odontophrynidae.

## Répartition
Cette espèce est endémique du Sud-Est du Brésil. Elle se rencontre jusqu'à 650 m d'altitude dans les municipalités de Santa Teresa, de Colatina et de Domingos Martins dans l'État d'Espírito Santo,.

## Étymologie
Cette espèce est nommée en l'honneur de Karl Heinz Möhring.

## Publication originale
- Weygoldt & Peixoto, 1985 : A new species of horned toad (Proceratophrys) from Espirito Santo, Brazil (Amphibia : Salientia : Leptodactylidae). Senckenbergiana biologica, vol. 66, no 1/3, p. 1-8.